# Ляшківська волость
Ляшківська волость — адміністративно-територіальна одиниця Кобеляцького повіту Полтавської губернії з центром у селі Ляшківка.
Старшинами волості були:
- 1904 року селянин Григорій Іванович Шаровський[1];
- 1913 року селянин Степан Кононович Шаульський[2];
- 1915 року селянин Іов Михалович Коваленко[3].